# 全萼秦艽
全萼秦艽（学名：Gentiana lhassica）是龙胆科龙胆属的植物，为中国的特有植物。分布在中国大陆的青海、西藏等地，生长于海拔4,200米至4,900米的地区，一般生于高山草甸，目前尚未由人工引种栽培。